# Thygater colombiana
Thygater colombiana är en biart som beskrevs av Urban 1967. Thygater colombiana ingår i släktet Thygater och familjen långtungebin. Inga underarter finns listade i Catalogue of Life.